# Unión Deportiva Canarias
Unión Deportiva Canarias war ein venezolanischer Fußballverein aus der Hauptstadt Caracas. Der Verein, der auch Los canarios genannt wird, wurde 1962 gegründet und 1979 aufgelöst. Größter Erfolg war der Gewinn der Meisterschaft 1968.

## Geschichte
UD Canarias wurde 1962 von Einwanderern mit kanarischen Wurzeln gegründet, wodurch der Verein zum Aushängeschild der kanarischen Gemeinschaft in Venezuela wurde. Bereits im Gründungsjahr gewann der Verein die zweite Liga und holte 1963 den Copa Venezuela nach einem Finalsieg gegen Tiquire Flores. Im darauffolgenden Jahr erreichte der Klub erneut das Finale, verlor jedoch gegen denselben Gegner. 1968 erlebte der Verein unter Trainer Manuel Arias seinen Höhepunkt: UD Canarias dominierte die nationale Liga, gewann sowohl die Meisterschaft als auch den zweiten Pokaltitel. Die Teilnahme an der Copa Libertadores 1969 blieb jedoch erfolglos – das Team schied in der Gruppenphase aus. 1969 konnte der Verein den Ligatitel nicht verteidigen (Platz 4), erreichte aber erneut das Finale des Copa Venezuela, verlor jedoch gegen Deportivo Galicia. Durch diesen Erfolg qualifizierte sich der Klub für die Copa Ganadores de Copa, in der das Team nach zwei torlosen Unentschieden in der Gruppe ausschied. In den 1970er-Jahren führten sportlicher Misserfolg, finanzielle Probleme und schwindendes Zuschauerinteresse zum Niedergang. Nach der Saison 1974 fusionierte der Klub mit Tiquire Flores zu Tiquire-Canarias, kehrte 1977 kurzzeitig unter dem Originalnamen zurück, konnte aber keine sportlichen Erfolge mehr erzielen. Nach dem Abstieg 1979 in die neu gegründete Segunda División verschwand der Verein endgültig von der Fußballbühne.

## Stadion
UD Canarias trug seine Heimspiele im Cocodrilos Sports Park, das eine Kapazität von 3500 Plätzen hat, oder im Estadio Olímpico de la Universidad Central de Venezuela, das eine Kapazität von knapp 24.000 Plätzen hat, aus.

## Erfolge
- Venezolanischer Meister: 1968
- Venezolanischer Zweitligameister: 1962
- Venezolanischer Pokalsieger: 1963, 1968